# Chamba (Himachal Pradesh)
Chamba è una città dell'India di 20.312 abitanti, capoluogo del distretto omonimo, nello stato federato dell'Himachal Pradesh. In base al numero di abitanti la città rientra nella classe III (da 20.000 a 49.999 persone).

## Geografia fisica
La città è situata all'estremità nord-occidentale dello stato dell'Himachal Pradesh, a un'altitudine di 995 m s.l.m., a circa 360 km di distanza dalla capitale Shimla e a pochi km dal confine con il territorio di Jammu e Kashmir.

## Società

### Evoluzione demografica
Al censimento del 2001 la popolazione di Chamba assommava a 20.312 persone, delle quali 10.602 maschi e 9.710 femmine. I bambini di età inferiore o uguale ai sei anni assommavano a 2.107, dei quali 1.104 maschi e 1.003 femmine. Infine, coloro che erano in grado di saper almeno leggere e scrivere erano 16.458, dei quali 8.973 maschi e 7.485 femmine.